# Stewart Wallace
Stewart Wallace (Philadelphia, Pennsylvania, 1960) é um compositor e cantor norte-americano. Passou a maior parte de sua carreira compondo óperas experimentais, da centrada em dança Kabbalah (1989) à surrealista Hopper's Wife (1992). Sua ópera Harvey Milk, baseada na vida de Harvey Milk, estreou no Houston Grand Opera em 1995. Sua ópera mais recente, The Bonesetter's Daughter, usa um libreto de Amy Tan, o qual é baseado em seu romance de mesmo nome. Essa última ópera estreou no War Memorial Opera House da San Francisco Opera em 2008.